# Прудный (Рязанская область)
Прудный — посёлок в Рязанском районе Рязанской области России. Входит в состав Октябрьского сельского поселения.

## История
В 1992 году указом Президиума ВС РСФСР поселок рыбхоза «Павловский» переименован в Прудный.

## Население
| 2010 |
| ---- |
| 92   |